# 아메리카 시리즈
아메리카 시리즈(스페인어: Serie de las Américas, 영어: Series of the Americas)는 라틴 아메리카 지역의 윈터 리그 야구팀들이 경쟁하는 국제 클럽 야구 대회이다. 첫 대회는 2025년 1월 24일부터 30일까지 니카라과에서 열렸다.
캐리비안 시리즈는 아메리카 지역에서 가장 오랫동안 이어져 온 국제 클럽 야구 대회이지만, 참가자는 일반적으로 베네수엘라 , 푸에르토리코 , 멕시코 , 도미니카 공화국의 윈터 리그팀들을 포함하는 조직인 캐리비안 프로 야구 연맹 (CPBC, Confederación de Béisbol Profesional del Caribe)의 회원으로 제한되어 왔다. 이에 CPBC 정회원으로 소속되어 있지 않은 다른 아메리카 지역의 야구 리그연맹들은 그 대안으로 자신들의 리그팀들이 겨루는 야구대회의 필요성을 가지고 있었다. 이전에 라틴아메리카 시리즈 (2013-19)가 있었고 계획되었다가 취소가 된 인터콘티넨탈 시리즈 (2024) 등 여러 시도가 있었다. CPBC는 콜롬비아, 파나마, 니카라과, 퀴라소의 리그 챔피언을 초대하여 캐리비안 시리즈를 임시로 확대하면서 견제를 했다. 그러나 2024년에 CPBC는 2025년 캐리비안 시리즈에서 새로운 참가자를 제외하고 4개 리그의 정회원(일본 대표 포함)으로만 돌아갈 것이라고 발표했습니다.
이에 2024년 9월 20일 아르헨티나, 콜롬비아, 쿠바, 퀴라소, 파나마, 니카라과 야구 리그 연맹 대표들은 아메리카 야구 협회 (스페인어: Asociación de Béisbol de las Américas,  또는 ABAM)의 결성을 발표했다. 첫번째 대회를 니카라과에서 개최하기로 하고 파나마와 콜롬비아에서 각각 2026년과 2027년 대회를 개최하기로 했다.

## 참가 리그
- 니카라과 프로야구 리그 (2025 ~ )
- 아르헨티나 야구 리그 (2025 ~ )
- 콜롬비아 프로야구 리그 (2025 ~ )
- 쿠바 내셔널 시리즈 (2025 ~ )
- 퀴라소 프로야구 리그 (2025 ~ )
- 파나마 프로야구 리그 (2025 ~ )

## 대회 결과
| 개최연도 | 개최국   | 우승                      | 결과 | 준우승           |
| -------- | -------- | ------------------------- | ---- | ---------------- |
| 2025년   | 니카라과 | 아귈라스 메트로폴리타나스 | 3-1  | 레오네스 데 레온 |
| 2026년   | 파나마   |                           |      |                  |
| 2027년   | 콜롬비아 |                           |      |                  |

## 같이 보기
- 라틴아메리카 시리즈
- 캐리비안 시리즈
- 월드 시리즈
- 아시아 시리즈
- 아시아 프로야구 챔피언십
- 유러피안 야구 컵